# Catasticta tomyris
Catasticta tomyris är en fjärilsart som först beskrevs av Felder 1865.  Catasticta tomyris ingår i släktet Catasticta och familjen vitfjärilar. Inga underarter finns listade i Catalogue of Life.